# Eddike
Eddike sælges som en blanding af eddikesyre og vand. Den sælges normalt som 5% lagereddike, men kan også i daglig tale kaldes klar eddike. Almindelig lagereddike, bruges til mange ting i hverdagen, så som  . Lagereddike kan købes i alle  butikker,  indeholder 5 masseprocent eddikesyre og har en pH på ca. 2,52.
Finere eddike fremstilles af forskellig slags vin og kaldes vineddike. Når vinen udsættes for luft, bliver den sur, fordi vinen invaderes af eddikesyrebakterier, som bl.a. kommer med bananfluer, som oxiderer alkoholen til eddikesyre. En traditionel metode er at lade vinen flyde gennem høvlspåner. Eddike hedder på fransk vinaigre, som betyder sur vin.
Lagereddike fremstilles ved eddikens gæring af alkoholiske eller sukkerholdige væsker. Til forskel fra eddikesyre, der anvendes til rengøring, indeholder lagereddiken aromaer fra gæringsprocessen, som bidrager til smagen.